# Аденофора лілієлиста
Аденофо́ра лілієли́ста або дзві́нка звича́йна (Adenophora lilifolia) — рідкісна багаторічна трав'яниста рослина. Належить до родини дзвоникових (Campanulaceae).

## Опис
Багаторічні рослини до 1,5 м заввишки з потовщеним стрижневим коренем і численними прямими стеблами. Листки різноманітної форми (довгастої, яйцевидної, еліптичної тощо), розміщення їх чергове або кільчасте. Прикоренева розетка листків округло-серцеподібної форми. Квітки
дзвоноподібної або лійчастої форми. Квітки ароматні, блідо-сині, дзвоноподібні, віночок розділений на 5 лопатей. Суцвіття волоть або китиця. Плід — коробочка. Цвіте влітку.

## Поширення
Вид поширений у помірній смузі від Центральної Європи до Сибіру.
Трапляється дуже рідко в лісах, на узліссях, серед чагарників.

## Охорона
Стан більшості природних популяцій виду в межах ареалу залишається більш-менш стабільним. Саме тому він, згідно Червоного списку МСОП, отримав охоронний статус «відносно благополучний вид». Але в окремих регіонах спостерігається тенденція до зниження чисельності популяції виду, що потребує запровадження охоронних заходів. Тому, аденофора лілієлиста занесена до Резолюції 6 Бернської конвенції (охоронна категорія: вид потребує спеціальних заходів збереження його оселищ) та Директиви Європейського Союзу 92/43/ЄС «Про збереження природних оселищ та видів природної фауни і флори» (Додаток II. Види рослин і тварин, що становлять особливий інтерес для Європейського Союзу, збереження яких потребує створення територій особливої охорони).

### Охоронний статус в Україні
Занесена до «Переліку рідкісних і таких, що перебувають під загрозою зникнення, видів рослинного світу на території Тернопільської області» (рішення Тернопільської обласної ради від 11 листопада 2002 № 64).
Занесена до Переліку видів флори, що охороняється у Львівської області
Також охороняється згідно з рішеннями обласних рад на територіях Луганської, Сумської, Полтавської, Чернігівської, Кіровоградської та Дніпропетровської областей.
Занесена до червоного списку Харківської області Види рослин, які занесені до червоного списку Харківської області та Закарпаття